# Roztoky (Slovacchia)
Roztoky (in ungherese Végrosztoka) è un comune della Slovacchia facente parte del distretto di Svidník, nella regione di Prešov.